# Orbest
Orbest — колишня невелика авіакомпанія Португалії. Заснована 2007 року. Авіакомпанія виконує чартерні рейси до курортів Південної Америки.
8 грудня 2020 року Orbest об'єдналася з Evelop Airlines і була перейменована на Iberojet. 

## Напрямки[2]

### Америка
| Країна                   | Місто       | ICAO | IATA | Назва аеропорту                      |
| ------------------------ | ----------- | ---- | ---- | ------------------------------------ |
| Домініканська Республіка | Пунта Кана  | MDPC | PUJ  | Міжнародний аеропорт Пунта Кана      |
| Ямайка                   | Монтего-Бей | MKJS | MBJ  | Міжнародний аеропорт імені Сангстера |
| Мексика                  | Канкун      | MMUN | CUN  | Міжнародний аеропорт Канкун          |

## Флот
Наразі авіакомпанія використовує один літак Airbus A330-243.